# Amaryllideae
Amaryllideae  (лат.) — триба однодольных растений подсемейства Amaryllidoideae. Представители этой трибы — травянистые многолетние растения, распространённые преимущественно в Африке южнее Сахары (исключение составляет пантропический род Crinum). К трибе относится четыре подтрибы: Amaryllidinae, Boophoninae, Crininae и Strumariinae.

## Описание

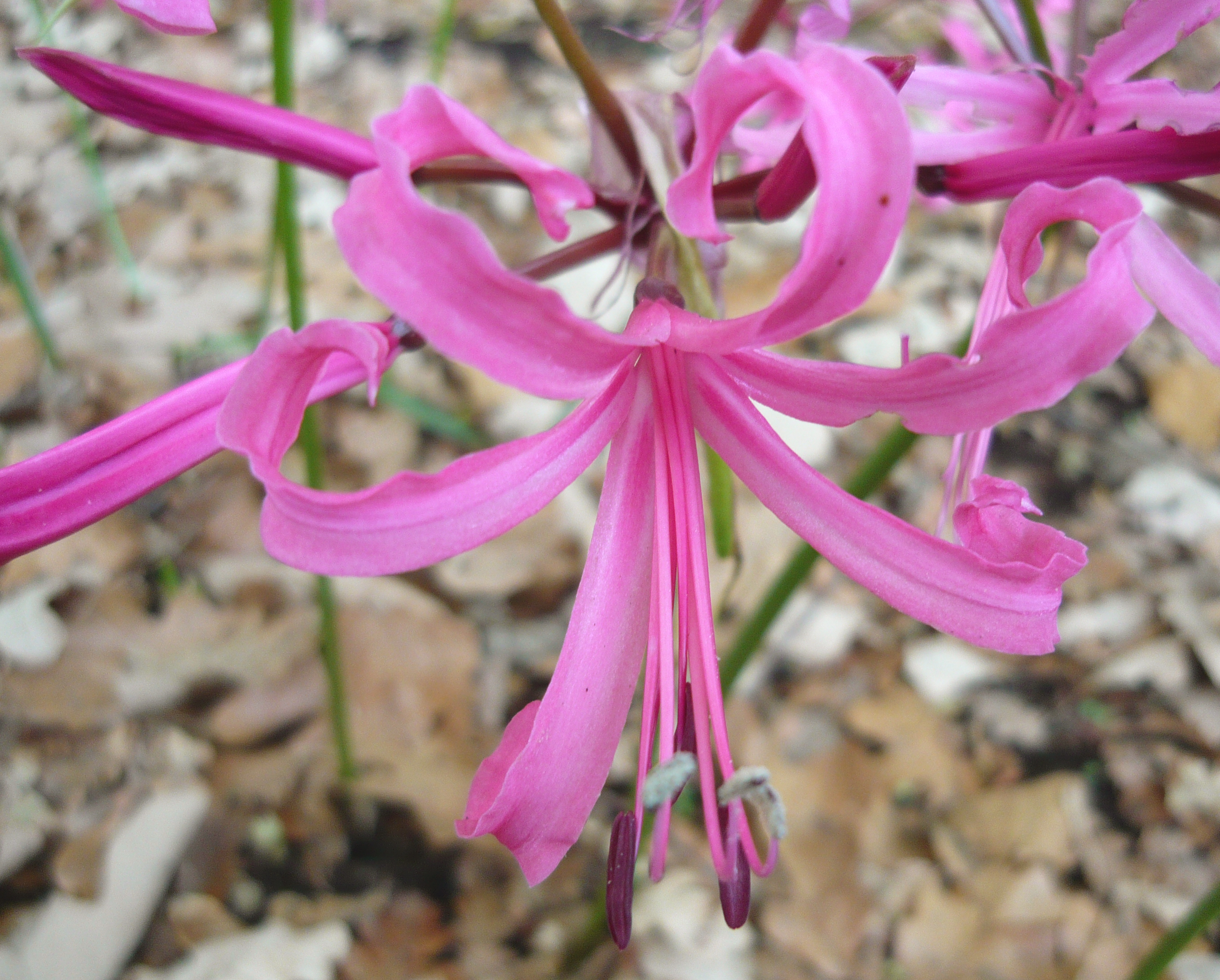
Цветок Nerine bowdenii

Триба Amaryllideae при сравнении с другими трибами в составе семейства амариллисовых характеризуется значительным количеством синапоморфий, среди которых: легко растягивающиеся волокна в туниках луковиц, цветоносы со склеренхимной оболочкой, двухбороздные пыльцевые зёрна с мелкобугорчатой экзиной, унитегмальные или атегмальные семязачатки, а для семян характерны сильно разросшийся, сочный эндосперм, наличие хлорофилла в зародыше, отсутствие фитомелановой корки в кожуре и отсрочки прорастания.
Виды входящих в трибу родов кринум (Crinum), амариллис (Amaryllis), нерина (Nerine) широко используют в цветоводстве. В странах с тёплым климатом их культивируют в открытом или полузакрытом грунте, а в условиях холодного климата их выращивают в оранжереях и как комнатные растения. В настоящее время выведено много садовых форм амариллиса, а также межродовых гибридов с его участием.

## Филогения
По данным молекулярно-филогенетических исследований, филогенетические связи входящих в трибу Amaryllideae подтриб выглядят следующим образом:
|  | Подтриба Boophoninae (род Boophone) |
|  | |
|  | \| \| Подтриба Crininae[англ.] (роды Crinum, Ammocharis, Cybistetes[англ.]) \| \| \| \| \| \| Подтриба Strumariinae[англ.] (роды Crossyne[англ.], Strumaria[англ.], Nerine, Hessea[англ.], Brunsvigia, Namaquanula[англ.]) \| \| \| \| |
|  | |
|  | Подтриба Crininae (роды Crinum, Ammocharis, Cybistetes) |
|  | |
|  | Подтриба Strumariinae (роды Crossyne, Strumaria, Nerine, Hessea, Brunsvigia, Namaquanula) |
|  | |

|  | Подтриба Crininae (роды Crinum, Ammocharis, Cybistetes)                                   |
|  |                                                                                           |
|  | Подтриба Strumariinae (роды Crossyne, Strumaria, Nerine, Hessea, Brunsvigia, Namaquanula) |
|  |                                                                                           |

|  | Подтриба Boophoninae (род Boophone) |
|  | |
|  | \| \| Подтриба Crininae[англ.] (роды Crinum, Ammocharis, Cybistetes[англ.]) \| \| \| \| \| \| Подтриба Strumariinae[англ.] (роды Crossyne[англ.], Strumaria[англ.], Nerine, Hessea[англ.], Brunsvigia, Namaquanula[англ.]) \| \| \| \| |
|  | |
|  | Подтриба Crininae (роды Crinum, Ammocharis, Cybistetes) |
|  | |
|  | Подтриба Strumariinae (роды Crossyne, Strumaria, Nerine, Hessea, Brunsvigia, Namaquanula) |
|  | |

|  | Подтриба Crininae (роды Crinum, Ammocharis, Cybistetes)                                   |
|  |                                                                                           |
|  | Подтриба Strumariinae (роды Crossyne, Strumaria, Nerine, Hessea, Brunsvigia, Namaquanula) |
|  |                                                                                           |